# Pseudoclanis schaarschmidti
Pseudoclanis schaarschmidti is een vlinder uit de familie pijlstaarten (Sphingidae). De wetenschappelijke naam van deze soort is voor het eerst geldig gepubliceerd in 2012 door Ulf Eitschberger & Ströhle.
De soort komt voor in het Afrotropisch gebied.